# Casa Armengol de Cardet
La Casa Armengol de Cardet és una edificació a Cardet, al municipi de la Vall de Boí (Alta Ribagorça) protegida com a Bé Cultural d'Interès Local.

## Descripció
Conjunt edificat format per un habitatge, un paller i una era representatiu del model econòmic d'aquest indret durant bona part de la seva existència. Està construït amb els materials habituals a la zona (pedra, llosa de pissarra i fusta) i presenta un irregular estat de conservació.